# Eucalyptus tardecidens
Eucalyptus tardecidens là một loài thực vật có hoa trong Họ Đào kim nương. Loài này được (L.A.S.Johnson & K.D.Hill) A.R.Bean mô tả khoa học đầu tiên năm 2000.